# Prosaptia repens
Prosaptia repens är en stensöteväxtart som beskrevs av Barbara S. Parris. Prosaptia repens ingår i släktet Prosaptia och familjen Polypodiaceae. Inga underarter finns listade.